# Jorge Vargas Oyola
Jorge Vargas (Santa Rosa, 30 de enero de 1981) es un exfutbolista ecuatoriano su posición era de lateral izquierdo y su último equipo fue el Canteras del Jubones de la Segunda Categoría de Ecuador. Fue mundialista con la selección sub-20 de Ecuador en la Copa Mundial Sub-20 de 2001.

## Selección nacional

### Categorías inferiores

#### Participaciones en Copas del Mundo
| Campeonato                  | Sede      | Resultado        | Partidos | Goles |
| --------------------------- | --------- | ---------------- | -------- | ----- |
| Copa Mundial Sub-20 de 2001 | Argentina | Octavos de final | 3        | 1     |

## Clubes
| Club                 | País    | Año         |
| -------------------- | ------- | ----------- |
| Liga de Quito        | Ecuador | 1999-2002   |
| Liga de Loja         | Ecuador | 2002        |
| Aucas                | Ecuador | 2003        |
| Audaz Octubrino      | Ecuador | 2004        |
| Liga de Loja         | Ecuador | 2005        |
| Aucas                | Ecuador | 2006        |
| Delfín SC            | Ecuador | 2006        |
| Deportivo Azogues    | Ecuador | 2007        |
| Santa Rosa FC        | Ecuador | 2007-2008   |
| Grecia de Chone      | Ecuador | 2008        |
| Atlético Audaz       | Ecuador | 2009        |
| Municipal de Cañar   | Ecuador | 2010        |
| Liga de Portoviejo   | Ecuador | 2011        |
| Santa Rosa FC        | Ecuador | 2012        |
| Deportivo Azogues    | Ecuador | 2012        |
| Olmedo               | Ecuador | 2013        |
| Orense Sporting Club | Ecuador | 2014        |
| Audaz Octubrino      | Ecuador | 2015        |
| Canteras del Jubones | Ecuador | 2017 - 2018 |

## Palmarés

### Títulos nacionales
| Título             | Club          | País    | Año  |
| ------------------ | ------------- | ------- | ---- |
| Serie A de Ecuador | Liga de Quito | Ecuador | 1999 |
| Serie B de Ecuador | Liga de Quito | Ecuador | 2001 |
| Serie B de Ecuador | Olmedo        | Ecuador | 2013 |